# Ange-Mathieu Bonelli
Pour les articles homonymes, voir Bonelli.
Ange-Mathieu Bonelli, dit Zampaglinu (petite jambe) ou Zampaglione, (1728 à Bucugnà en Corse - 1796 à Vizzavona en Corse) est un héros de l'indépendance corse et ami intime de Pascal Paoli.

## Biographie
Il était apparenté aux Bonaparte par la famille de l'arrière-grand-mère de Napoléon, Maria-Anna Tusoli. 
On le surnomma Zampaglinu à cause de son aspect trapu, la zampa étant la jambe. Quand il acquit la notoriété il devint Zampaglione, dont la finale est un augmentatif.
À l'âge de 27 ans, en 1755, il rencontre Pascal Paoli. Zampaglinu est alors de tous les combats et devient un héros pour les Nationaux corses. En 1763, il participe à la tentative avortée de la prise de la Citadelle d'Ajaccio. Le 25 mars 1766 il est de ceux qui tuent un officier français responsable de l'arrestation puis de l'exécution d'un de ses petits-cousins, combattant paoliste. Du 8 au 9 mai 1769 il est présent lors de la funeste bataille de Ponte-Novo.
En 1773, avec d'autres résistants corses, il participe à la révolte du Niolo. En 1778 il rejoint Paoli à Londres, celui-ci se félicite de cette guérilla que mène celui qui le désigne comme son « Dogue », terme qui occasionnera une brouille entre les deux hommes, Zampaglinu refusant  d'être caractérisé comme le chien de garde de qui que ce soit.
En avril 1786, il rejoint Livourne à la suite de la pression française sur les Sardes, où il est accueilli par le duc de Toscane. Durant l'hiver 1789, rallié à la Révolution et bénéficiant du Décret de réunion, il retrouve la Corse en compagnie de l'un de ses fils. Il devient un fidèle de Nabulione Buonaparte avec qui il est apparenté par la famille Tusoli. Commandant de la garde nationale du Celavu, il participe à la catastrophique expédition de Sardaigne aux côtés du jeune officier Bonaparte qu'il a fait nommer au poste de lieutenant-colonel.
Adversaire du royaume anglo-corse (1794-1796), en 1794 il participe à la défense de Calvi assiégée par l'escadre de l'amiral Nelson. Le 31 août 1796, les Anglais se retirent de l'île. Blessé dans le fort de Vizzavona, Zampaglinu meurt les armes à la main en 1796, face aux troupes anglaises, à l'âge de 68 ans.